# Kaguya
Kaguya（カグヤ）は、東京農業大学で作られた世界初の二母性のマウスである。その名前はかぐや姫にちなむ。

## 単為発生プロセス
Kaguyaに使われた手法は一倍体化(haploidisation)と呼ばれ、通常の生殖細胞と同じように、細胞内の2組の染色体のうちの1組を取り除いて片方の染色体だけを残す方法である。東京農業大学の河野友宏教授らのグループは、2匹のメスのマウスの細胞を使い、それを組み合わせて1匹の個体を作った。通常、正常な胎盤の発達には父親から受け継いだ遺伝子が必要なため（ゲノム刷り込み）、通常では不可能である。この研究では、未熟な親からの卵細胞を使用して、母親の刷り込みを減らし、通常は父方の遺伝子のコピーによってのみ発現する遺伝子Igf2を発現するように変更することによって、作成に成功した。457個の卵細胞のうち、成体まで成長したのは2個だけだった。
2匹のマウスからの遺伝子を受け継いでいるため、これはクローンではない。この研究では、このプロセスのことを単為発生(parthenogenesis)と呼んでいる。河野は、「私たちの研究の目的は、なぜ哺乳類の発育に精子と卵子が必要なのかを明らかにすることでした」と述べている。
Kaguyaは後に、生殖能力を持つ子を出産した。